# 數位修復
數位修復（英語：Digital remastering，又稱為數位復刻），利用最新的數碼技術將過去的音訊或視訊作品進行品質升級，重新灌錄的作業。
老電子遊戲數位修復時，常在原版基礎上強化貼圖等，以实现高畫質（HD），故有時亦称“高清重制”。此舉尽管有时也称“重制”，但与游戏玩法变化较大的重製（Remake）不同。

## 概要

### 影音作品
音訊作品（CD等）在製作時，將過去的音源數位化，利用最新的器材將音質提升，或者將母盤用灌錄技術重新以CD發行等，稱為重新灌錄。創作者也可以利用音樂軟體將自己的精選輯、舊樂曲編輯等進行數位修復，也可以利用數位效果技術進行單純的數位化，這些也包含在重新灌錄的範圍。
視訊作品則是要依膠卷、影帶的保存狀態，將經年累月累積的損傷、色溫或畫質劣化的狀況進行修補，通常稱為素材數位化作業。膠卷攝影時代的視訊作品、收錄類比視訊的作品，或者銷售力高的舊作等，都可能會利用這些技術，以DVD-Video、Blu-ray等格式的Boxset重新發行，或是在電影院、電視頻道或網路影音等平台重新上映。

### 電子遊戲
较之于影音制品数字修复，电子游戏因画面與軟硬體不断升级，其数字修复要远为困难。数字修复游戏需提升分辨率，换用复杂的渲染引擎（常见于3D游戏），有时随之还要调整游戏玩法。电子游戏数字修复工作量大，因而此举并不普遍，厂商更偏好推出续作或重制版。
和游戏发行时相比，新款电脑显示器和高清电视分辨率更高，屏幕宽高比也未必一致。因此，数字修复经典游戏时，一般需升级贴图等。例如，《杀手HD三部曲》中两款游戏——《杀手2：沉默刺客》和《杀手：契约》——即以高分辨率渲染了原版画面。两款游戏原对应Windows、PlayStation 2和Xbox平台，Xbox原版解析度为480p，Xbox 360数字修复版解析度为720p。《侠盗猎车手V》首发于PlayStation 3、Xbox 360，其PlayStation 4、Xbox One数字修复版发挥了次世代游戏机的高机能；2015年起，其多人模式组件《侠盗猎车手Online》停止旧版更新，仅支援次世代版，引发一些争议。如同给黑白电影上色，老游戏高清化后，效果是否胜过原作品，各方观点不一。
较之于低分辨率，原版游戏羸弱的3D模型处理能力更值得关注。老电脑和游戏机因3D渲染速度有限，3D对象的几何形状简单。例如：手的模型如拳套般，未分出五根手指；世界以方块呈现，而非平滑的曲面。老计算机处理3D环境贴图的内存也更少，只能处理低分辨率的位图；如果直接以高分辨率显示，会有明显的像素化或模糊。（部分早期3D游戏，如1993年版《毁灭战士》，并非以全3D展示高复杂的场景对象或敌人，而是将二维动画图像旋转，使之始终面对玩家角色，实现类似效果。）有时，原版游戏的画面素材不兼容新技术，开发者需以更高级的纹理深度、物理渲染和光线反射重制或重新建模；开发者还会加入新特性，如逼真的物理效果、可移动对象（如人物模型）的关节。例如《光环：战斗进化 周年纪念版》，其核心角色、关卡信息与《光环：战斗进化》完全相同，但画面经过了重新设计。其他例子如《使命召唤4：现代战争》的數碼修复版《使命召唤：现代战争重制版》。